# 펜타곤 문서
펜타곤 문서(Penagon Papers)는 제2차 세계대전 때부터 1968년 5월까지 인도차이나에서의 미국의 역할을 기록한 보고서이다. 합계 250만 자료, 총 47권(약 3,000쪽의 설명과 4,000쪽의 부속 서류로 구성)으로 구성되어 있으며, 공식 명칭은 ‘미-베트남 관계: 1945-1967’ <United States–Vietnam Relations, 1945–1967>이고, 1967년 미국의 국방장관 로버트 맥나마라(Robert S. McNamara)의 책임 아래 작성, 위임된 미국의 국방성 1급 비밀문서이며 대니얼 엘스버그(Daniel Ellsberg)가 이 과정에 참여하였다.

## 관련 인물

### 대니얼 엘스버그
대니얼 엘스버그(Daniel Ellsberg)는 펜타곤 문서 작성에 참여한 인물로, 당시 MIT 부설 국제연구소의 수석 연구원이었다. 미국의 베트남전 패망을 이끈 이 문서의 제공자이며, 전직 해군 장교로 당시 로버트 맥나마라 국방장관 밑에서 이 보고서를 만든 장본인이었다. 처음에는 인도차이나에서의 미국의 역할을 열렬히 지지했으나, 펜타곤 문서 작성이 끝나갈 무렵에는 미국의 인도차이나 개입에 대해 적극적인 반대입장을 보였다.
인도차이나에서의 미국의 저의를 폭로해야 한다는 압박감을 느낀 엘스버그는 신념을 바꾸어, 정부의 허가를 받지 않은 채로 평소 잘 알던 뉴욕 타임스(New York Times)기자에게 극비 문서 전체를 넘겼으며, 뉴욕 타임스는 6개 면에 걸쳐 이 문서를 폭로했다.
베트남전 당시 미 국방부의 비밀문서인 ‘펜타곤 문서’를 폭로해 명분없는 베트남 전쟁을 고발한 엘스버그는 “개인의 안위보다 평화와 진실을 먼저 생각해 비슷한 상황에 처한 사람들에게 영감을 준” 공로로,‘대안 노벨상’으로 불리는‘바른생활상(Right Livelihood Awards)’의 2006년 수상자로 선정되었다.

### 로버트 맥나마라

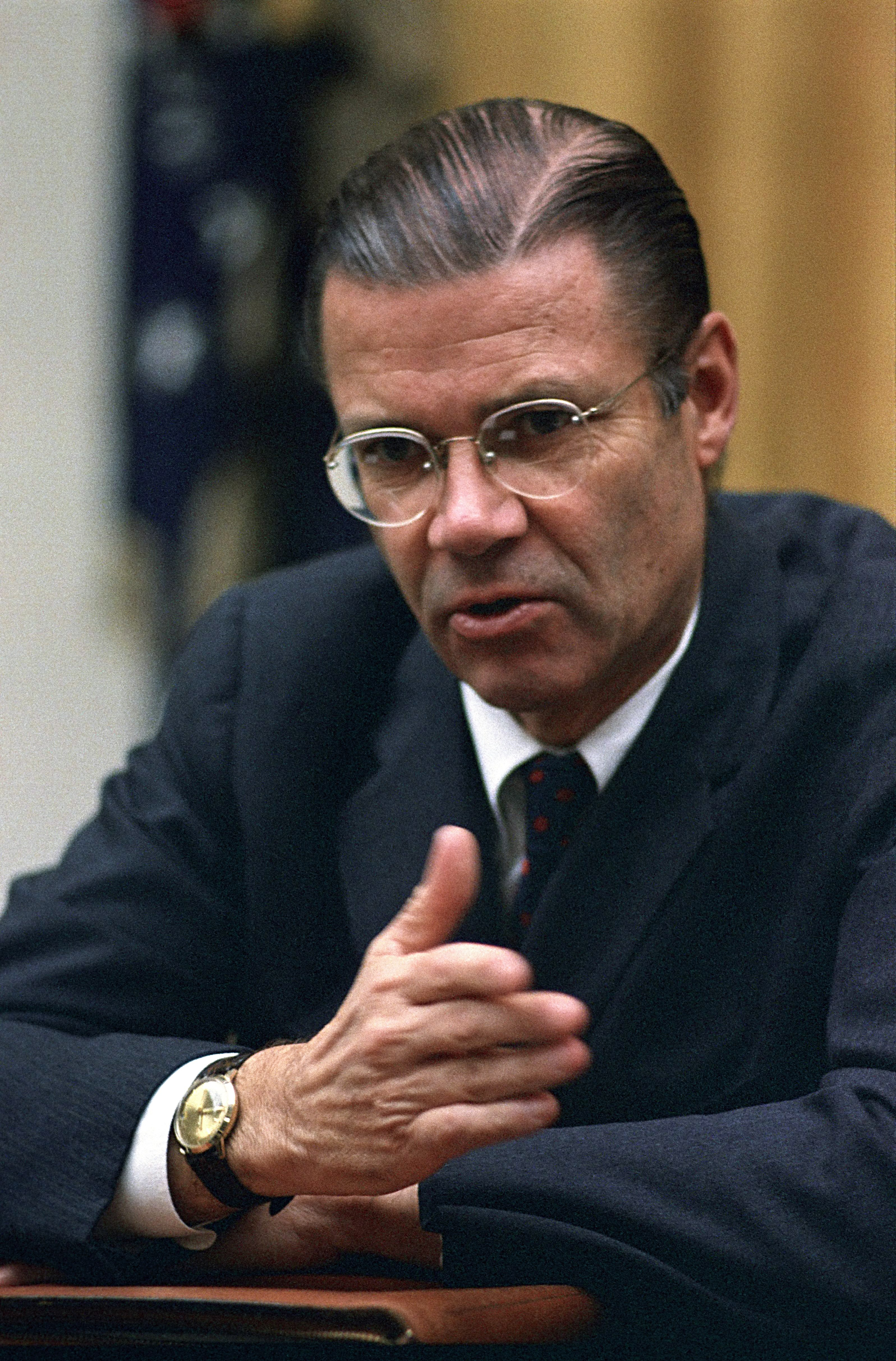
McNamara at a cabinet meeting.

로버트 맥나마라(Robert S. McNamara)는 1916년 6월 9일 샌프란시스코 태생으로, 1937년 버클리 캘리포니아대학교를 졸업, 1939년 하버드 경영대학원 석사학위를 취득하였다. 이후 포드자동차사장직에 올라 뛰어난 성과를 거둔 맥나마라는 사장직에 오른 지 1년 만인 1961년, 존 F 케네디 대통령의 요청으로 당시 최연소 국방장관에 취임하면서 공직 생활을 시작하였다. 케네디 정부에 이어 린든 존슨 정부까지 무려 7년간 국방장관으로 일한 맥나마라는 '비용 대비 효과' 개념을 도입하여 국방예산과 조직 합리화에 많은 기여를 하게 되면서 능력을 인정받았다. 그러나, 1960년대 초반 미국을 베트남전 개입으로 이끈 장본인으로 비판 받으며, 베트남 전쟁이 '맥나마라 전쟁'으로까지 불리면서 오랫동안 수많은 비판에 시달려야 했다. 그는 케네디 정부의 베트남전 참전을 정당화하다가, 1960년대 중반부터 미국의 군사개입에 대해 회의를 느끼기 시작해 1967년 평화협정을 추진하기도 했다. 1968년 국방장관을 사임한 이후에는 세계은행(IBRD) 총재에 취임해 1981년까지 재직하면서 가난한 국가들을 돕고자 했다. 맥나마라는 1996년 출간한 자서전에서 베트남전을 '수치의 전쟁, 실패한 전쟁'으로 규정하고 당시 자신의 저지른 과오를 솔직히 인정했다. 2003년에는 '전쟁의 안개'란 다큐멘터리 영화에 출연해 베트남전에 관련된 당시 행정부의 상황을 상세히 설명하기도 했다.

### 닐 시핸
엘스버그는 펜타곤 문서를 몰래 복사하였고, 그가 취재원으로서 접촉한 적이 있던 뉴욕 타임즈 기자 닐 시핸(Neil Sheehan)에게 이 문서를 열람하도록 했다. 닐 시한은 결국 이 자료의 원본을 입수하여야 신뢰성을 담보할 수 있다고 생각하여 엘스버그가 휴가를 간 동안 아내와 함께 이 문서를 복사하였다. 이를 뉴욕타임즈 편집자들과 함께 맨해튼의 힐튼 호텔에서 몰래 종합하여 연재 기사를 작성하였다. 기사가 나가기 직전 시한은 엘스버그에게 '기사가 나갈 준비가 되면 자료를 제공하겠다는' 잠정적인 동의를 받았다. 그는 이 과정을 비밀로 하다가 2015년에, 그가 죽은 뒤에 입수 과정을 공개하기로 결정하였다.

## 폭로와 영향
1971년 6월 13일 〈뉴욕 타임스〉(New York Times)는 연방정부가 '최고 기밀서류'로 취급하고 있던 이 보고서로 연재기사를 게재하기 시작했다. 〈뉴욕 타임스〉에 3회분 기사가 실린 후 미국 법무부는 연방 제1심 법원으로부터 국가기밀서류의 공표를 금지시키는 임시명령을 얻어내었는데, 이때 법무부는 이 보고서를 계속해서 국민들에게 보도한다면 미국의 안보이익에 '치명적이며 회복할 수 없는 손실'을 가져올 것이라고 주장했다. 〈뉴욕 타임스〉는 역시 이 보고서를 입수하고 있던 〈워싱턴 포스트〉(The Washington Post)지와 연합하여 법원의 금지명령에 대항해 15일 동안 법정투쟁을 벌였고, 이 기간 중 연재기사는 중단되었다. 1971년 6월 30일 미국 역사상 가장 중요한 사전제한사건(prior-restraint case)으로 간주된 이 재판에서 연방대법원은 6 대 3의 판결로 양 신문사에게 문제의 보고서를 다시 게재할 수 있는 권리를 인정했다. 또한 법원은 이 보고서의 공표를 제한하기 위한 연방정부의 주장이 정당화될 수 없다고 판결했다.
〈뉴욕 타임스〉는 미국이 베트남 참전의 구실로 내세운 ‘통킹 만 사건’은 북베트남의 도발로 촉발된 것이 아니라 미국 군대가 조작한 사건이라는 사실을 밝혀냈다. 이는 ‘공해상에서 공격받았다는 미 구축함 매독스호는 사실 북베트남 영해를 수시로 넘나들던 암호명 데소토라는 정보 수집 함정이었으며, 북베트남 어뢰정이 미 구축함을 공격했다는 증거가 없다’는 내용이었다. 북베트남을 전쟁 도발 국가로 알고 있었던 미국 국민들은 이후 큰 충격에 빠졌으며, 〈뉴욕 타임스〉의 후속 보도와 〈워싱턴 포스트〉의 보도가 이어지면서 베트남전쟁이 미국 정부와 군수기업체, 광신적 반공주의자들이 결탁한 침략 전쟁이었다는 사실이 만천하에 드러났다.

## 주요 내용
1. 인도차이나에서 프랑스와 공산주의를 표방하는 베트남인 사이에 전쟁이 일어났을 때 미국의 트루먼 행정부가 프랑스에 군사원조를 제공했으므로 미국은 베트남 사태에 직접 관련되어 있으며,
2. 1954년 아이젠하워 대통령은 공산주의 세력의 남베트남 탈환을 막고 북베트남에 있는 새로운 공산주의 정권을 와해시키기로 결심했으며,
3. 존 F. 케네디 대통령은 전임자에게 인계받은 '제한전쟁전략'을 대대적인 전쟁개입정책으로 전환시켰고,
4. L. B. 존슨 대통령은 북베트남과의 비밀전쟁을 확대하는 한편 미국의 대대적인 개입정책이 국민들에게 공식적으로 알려지기 1년 전인 1964년에 공개적인 전쟁을 개시하기 위한 계획을 입안했으며,
5. 존슨 대통령은 1965년 북베트남에 대한 폭격이 남베트남에서 베트콩들의 반란지지행위를 중단시키는 요인으로 작용하지 못할 것이라는 미국 정보조직의 판단을 무시하고 폭격명령을 내렸다.

## 관련 사건
펜타곤 문서는 수년 간에 걸쳐 베트남에 대한 미국의 개입증대를 둘러싸고, 그 법률적·도덕적 정당성에 대한 반대의 목소리가 점증하고 있던 시기에 공표되었기 때문에 미국 내에서뿐만 아니라 국제적으로 논쟁을 야기시켰다. 국가의 최고 기밀서류가 폭로되고 계속 연재되자 1972년 선거에서 재선을 노리고 있던 닉슨 행정부는 당황했다. 펜타곤 문서의 폭로로 곤경에 처해 있던 닉슨은 엘스버그의 평판을 떨어뜨리기 위해 불법적인 수단을 동원했는데, 이러한 사실은 이후 워터게이트 사건의 조사 중에 명백히 밝혀졌다.

## 관련된 책과 영화
- 조지 헤링(George C. Herring) (1971). 《The Pentagon Papers》 (영어).
- 로드 홀콤브(Rod Holcomb) 감독 (2003). 《(영어) The Pentagon Papers - 인터넷 영화 데이터베이스》. |title=에 외부 링크가 있음 (도움말)
- 스티븐 스필버그 감독, 《더 포스트》 (2017)

## 같이 보기
- 에드워드 스노든
- 케이블게이트
- 위키리크스